# Ulrich Peters
Ulrich Peters (3 de junio de 1951) es un deportista alemán que compitió para la RFA en piragüismo en la modalidad de eslalon. Ganó cinco medallas en el Campeonato Mundial de Piragüismo en Eslalon entre los años 1969 y 1975.

## Palmarés internacional
| Campeonato Mundial | Campeonato Mundial            | Campeonato Mundial | Campeonato Mundial |
| Año                | Lugar                         | Medalla            | Competición        |
| ------------------ | ----------------------------- | ------------------ | ------------------ |
| 1969               | Bourg-Saint-Maurice (Francia) | Medalla de bronce  | K1 por equipos     |
| 1971               | Merano (Italia)               | Medalla de bronce  | K1 individual      |
| 1971               | Merano (Italia)               | Medalla de bronce  | K1 por equipos     |
| 1975               | Skopie (Yugoslavia)           | Medalla de oro     | K1 por equipos     |
| 1975               | Skopie (Yugoslavia)           | Medalla de plata   | K1 individual      |